# Нишка-Баня
Ни́шка-Ба́ня (серб. Ни́шка Ба́ња/Niška Banja) — курорт, город, находящийся в непосредственной близости от города Ниш в Сербии. Является центром одноименной общины. По состоянию на 2011 год в Нишке-Бане проживало 4 180 чел.

## География
Нишка-Баня расположена в 9 км от Ниша, к югу от автомагистрали Ниш—София . Нишка-Баня расположена у подножия горы Сува Планина. Ближайший аэропорт — аэропорт Константин Великий.

## История
Впервые была упомянута в 448 году.
В 1920-х годах Нишка-Баня стала активно развиваться. Были обустроены набережные и парки, построены комфортабельные отели, и в 1929 году из Ниша стали курсировать трамваи. Сейчас трамвайное движение прекращено и туда можно добраться автобусами и на такси.

## Туризм
Курорт Нишка-Баня является одним из самых известных центров оздоровительного туризма в Сербии. Это третий по популярности курорт в Сербии после Врнячкой Бани и Сокобани. Он хорошо известен своей горячей лечебной водой, содержащей радон. Здесь также проводится летний культурный фестиваль.
В Нишка-Бане есть несколько отелей: Партизан, Радон, Сербия, Озрен и Терме.
Нишка-Баня обладает репутацией старейшего бальнеологического центра Европы.

## Города-побратимы
- Софадес, Греция